# Astrophytum caput-medusae
Astrophytum caput-medusae (danh pháp đồng nghĩa Digitostigma caput-medusae)  là một loài xương rồng có nguồn gốc từ Mexico, loài đặc hữu ở bang Nuevo León; báo cáo chỉ ra cây mọc hoang tại một địa điểm duy nhất.  Loài này có kiểu hình khác với dạng hình ngôi sao thông thường của các loài trong chi Astrophytum khác. Cây có dạng đặc trưng bởi một hình trụ trò, thuôn dài, trên có các nốt sần chỗ sẽ ra hoa màu vàng có phần viền màu cam quanh phần bao hoa. Cây được nhân giống bằng hạt, hoặc nuôi cấy mô hoặc thông qua ghép với xương rồng khác.  Loài này được IUCN đánh giá là cực kỳ nguy cấp do khả năng phát triển chậm của cây, bị phá hủy do vật nuôi và do các nhà sưu tập thu thập mẫu vật hoang dã.